# Taiping (socken i Kina, Heilongjiang, lat 45,39, long 131,55)
Taiping (kinesiska: 太平, 太平乡) är en socken i Kina. Den ligger i provinsen Heilongjiang, i den nordöstra delen av landet, omkring 380 kilometer öster om provinshuvudstaden Harbin.
Genomsnittlig årsnederbörd är 746 millimeter. Den regnigaste månaden är juli, med i genomsnitt 171 mm nederbörd, och den torraste är januari, med 4 mm nederbörd.